# Холм Славы (Львов)
Холм Сла́вы (укр. Пагорб Слави) — мемориал в честь воинов, погибших в 1914—1915 годах в Галиции и советских воинов, участвовавших в освобождении Львова в 1944 г.; находится в восточной части Львова, возле Лычаковского парка. В настоящее время мемориальный комплекс подчинён историко-культурному заповеднику «Лычаковское кладбище». Общая площадь 0,76 га, памятник садово-паркового искусства (1984), национальный мемориал (2002).

## Захоронение воинов, погибших в 1914—1915
В 1914 году безымянный пустырь на окраине города за парками Лычаковским и Погулянкой был выбран для погребения более пяти тысяч русских воинов, погибших в основном в ходе Галицийской битвы и позже от ран и болезней во львовских госпиталях. Только в 371-й братской могиле захоронили 2023 российских военных. Помимо братских здесь находились индивидуальные могилы, небольшой участок с останками воинов-мусульман. Кладбище было заложено под патронатом генерал-губернатора Галиции графа Г. А. Бобринского.

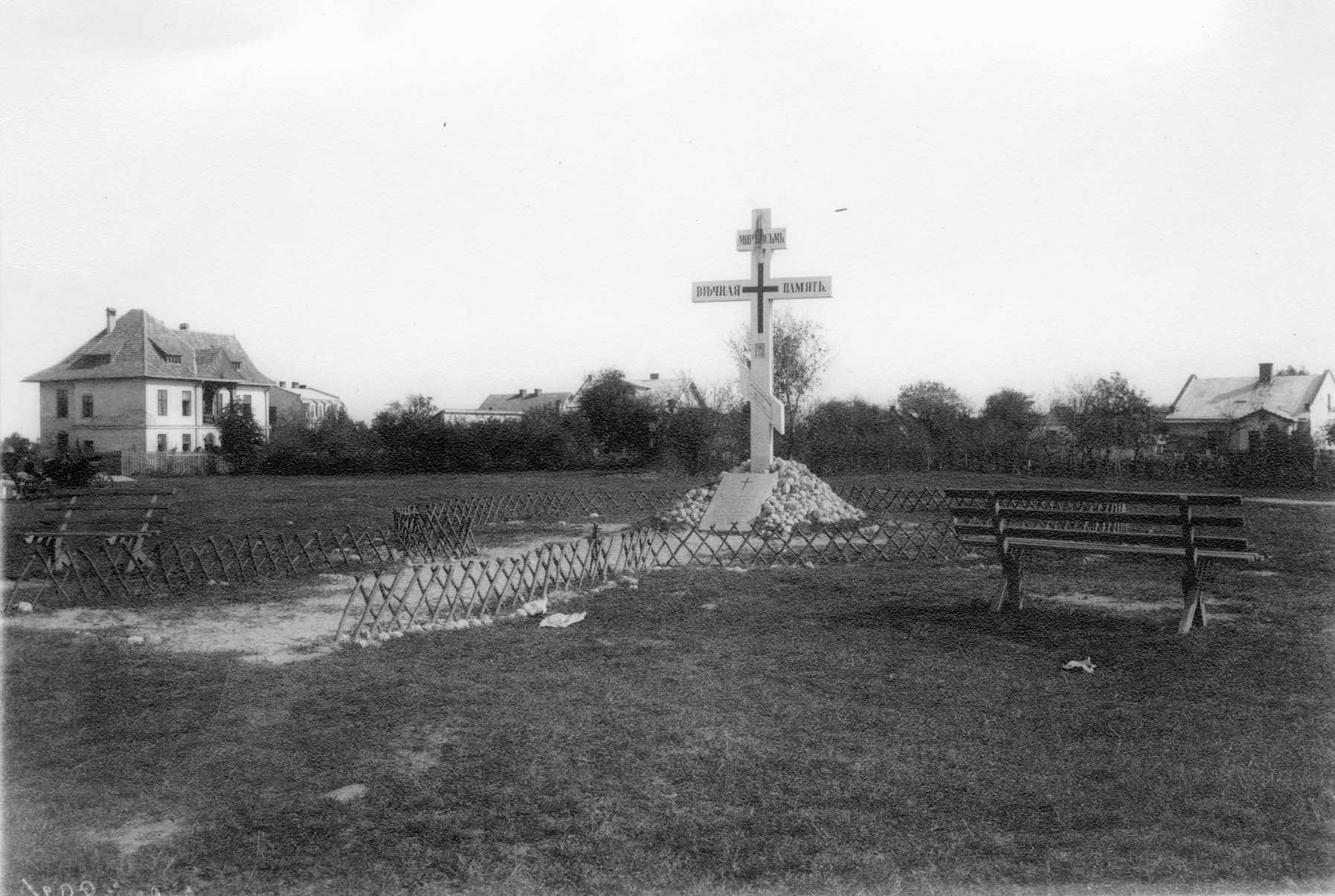
Крест на Холме Славы (1915)

Впоследствии на взносы местного населения в центре кладбища на гранитном постаменте был сооружён четырёхметровый крест из белого камня. На торжественном открытии памятника в апреле 1915 года пришло более 15 тысяч львовян, в патриотической манифестации участвовали представители русофильских партий Галиции, высшее православное духовенство, чиновники администрации Галицийского генерал-губернаторства, подразделения армии. Крестный ход прошёл от церкви святого Георгия. Архиепископ Волынский Евлогий (Георгиевский), ведавший православными приходами Галиции провёл службу и впервые назвал это место Холмом Славы.
В 1917 году, уже после занятия Львова австро-венгерскими войсками, львовский живописец С. Копыстинский изобразил панораму Холма Славы со стороны Лычаковского кладбища на картине, которая теперь находится во Львовском историческом музее.
Власти Польши, которая заняла галицкие земли в 1919 году, преследовали тех, кто посещал кладбище русских воинов. Всё же здесь проводили богослужения русские эмигранты и русофилы. 

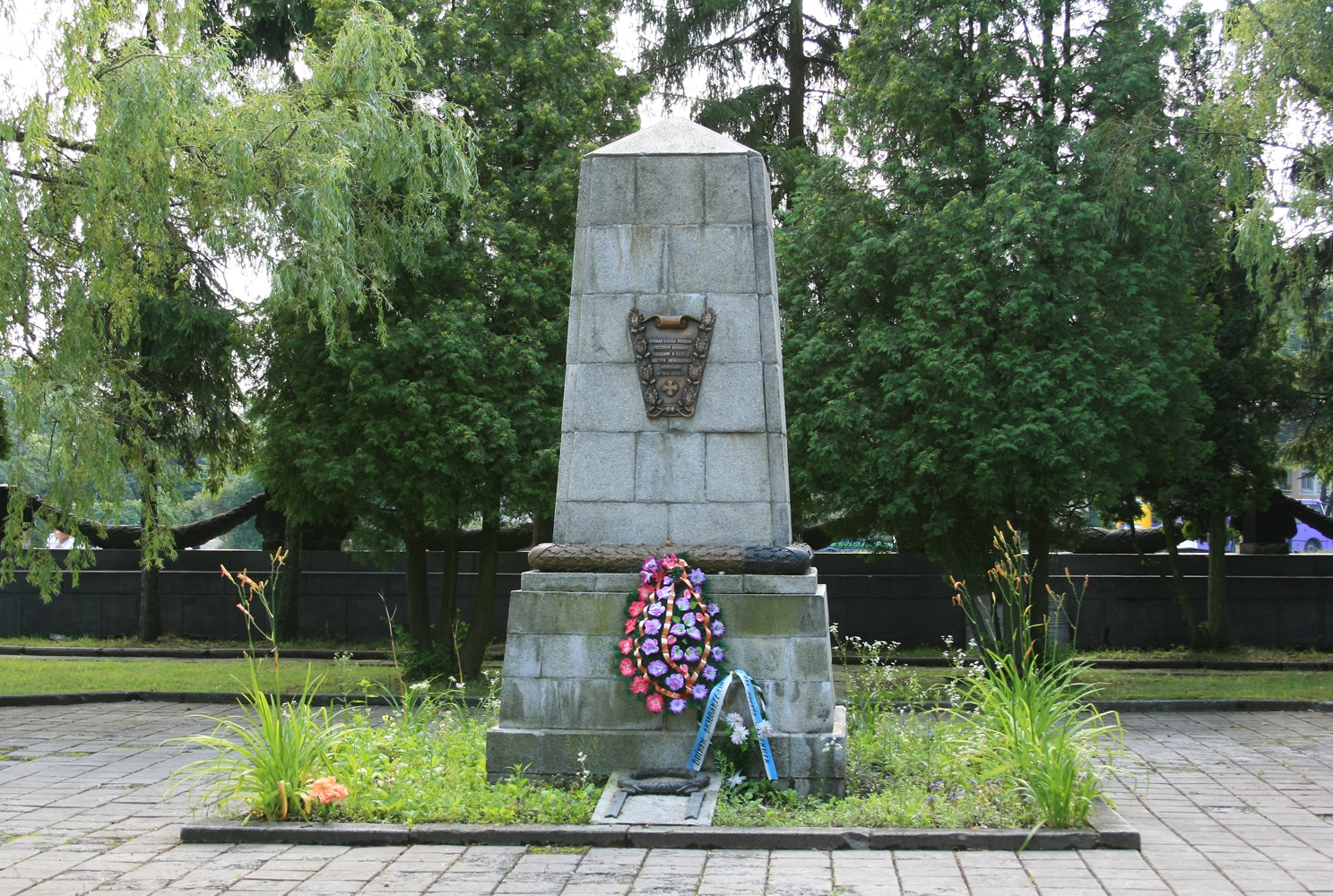
Обелиск павшим русским воинам (1952)

 К середине 1920-х годов захоронения выглядели заброшенными и львовский магистрат постановил перенести останки русских воинов в отдалённую часть Лычаковского кладбища, куда также перенесли останки умерших русских военнопленных.
 К концу 1936 года на Холме Славы оставался только памятник с мемориальной доской. В 1938 году городские власти официально запретили посещать Холм Славы, а памятник снесли. В годы Великой Отечественной войны Холм Славы вообще сравняли с землёй, а кладбище, где находились перезахороненные останки погибших российских воинов, было уничтожено.
В честь ранее похороненных здесь военнослужащих российской армии на восстановленном Холме Славы в 1952 году слева от входа установили обелиск из серого гранита.

## Захоронение советских офицеров и солдат
Проект воинского кладбища для погибших советских солдат и офицеров во Львове был утверждён ещё до окончания Великой Отечественной войны, 12 марта 1945 года. Авторами проекта была группа львовских архитекторов — А. В. Натальченко, Г. А. Швецко-Винецкий, И. О. Персиков. Торжественная закладка современного мемориала состоялось 23 февраля 1948 года.
На входных пилонах бронзовые скульптурные изображения ордена Отечественной войны и надписи на русском и украинском языках: «Вечная слава героям, павшим в боях за честь и победу нашей Родины». Был зажжён Вечный огонь. Центр Холма Славы спроектирован в виде круга, разделённого по оси восток-запад Аллеей Героев. В полукружиях расположены могилы офицеров, Героев Советского Союза, в каждом полукружии по 13 надгробий:
- Т. А. Абдуль
- Т. Н. Артемьев
- Н. Г. Безруков
- В. Б. Борсоев
- И. Н. Данилин
- В. М. Горелов
- А. Я. Киселёв
- А. Ф. Клубов[комм. 1]
- А. Н. Ковалевский
- М. М. Кошманов
- С. Т. Крамарь
- С. Е. Кузнецов
- П. К. Легезин
- В. И. Манкевич
- К. С. Морозов
- В. Н. Николаев
- В. И. Свидинский
- В. В. Скрыганов
- Ф. Я. Спехов
- А. И. Тимошенко
- Д. П. Шингирий
- И. М. Шумилихин
- Л. А. Чванов
- В. Е. Чуркин

По бокам от центральной части мемориала расположены по шесть рядов могил, всего 255 индивидуальных захоронений. Большинство из похороненных — русские и украинцы, есть также белорусы, татары, евреи, грузины, узбеки, таджик, бурят, крымский татарин, балкарец, карел.
 На Холме Славы находится могила Семёна Алаева, благодаря которому были обезврежены мины, оставленные отступающими немцами для уничтожения Львова. Здесь похоронены военный фоторепортёр газеты «Известия» Павел Трошкин и фронтовой кинооператор Александр Эльберт. В 1960 году сюда был перенесён прах Героя Советского Союза разведчика Николая Кузнецова.
В трёх братских могилах, богато оформленных скульптурными группами, похоронено 65 воинов:
- «Присяга» (скульптор М. Г. Лысенко) установлена над братской могилой воинов-авиаторов, среди которых Герои Советского Союза К. Г. Вишневецкий и В. Д. Шаренко. В 1975 году сюда были перезахоронены останки Героя Советского Союза лётчика М. С. Лиховида, убитого в августе 1944-го;
- Скульптурная композиция второй — «Матерь-Отчизна» (скульптор М. Г. Лысенко);
- «Воин со знаменем» (скульптор В. Ф. Форостецкий) установлена над братской могилой воинов-танкистов. Здесь находится прах Александра Марченко, смертельно раненого возле львовской ратуши, на которой он установил красный флаг; Константина Рождественского, убитого при попытке оказать помощь раненному А. Марченко; Александра Додонова, командира танка «Гвардия», в котором сражался А. Марченко.

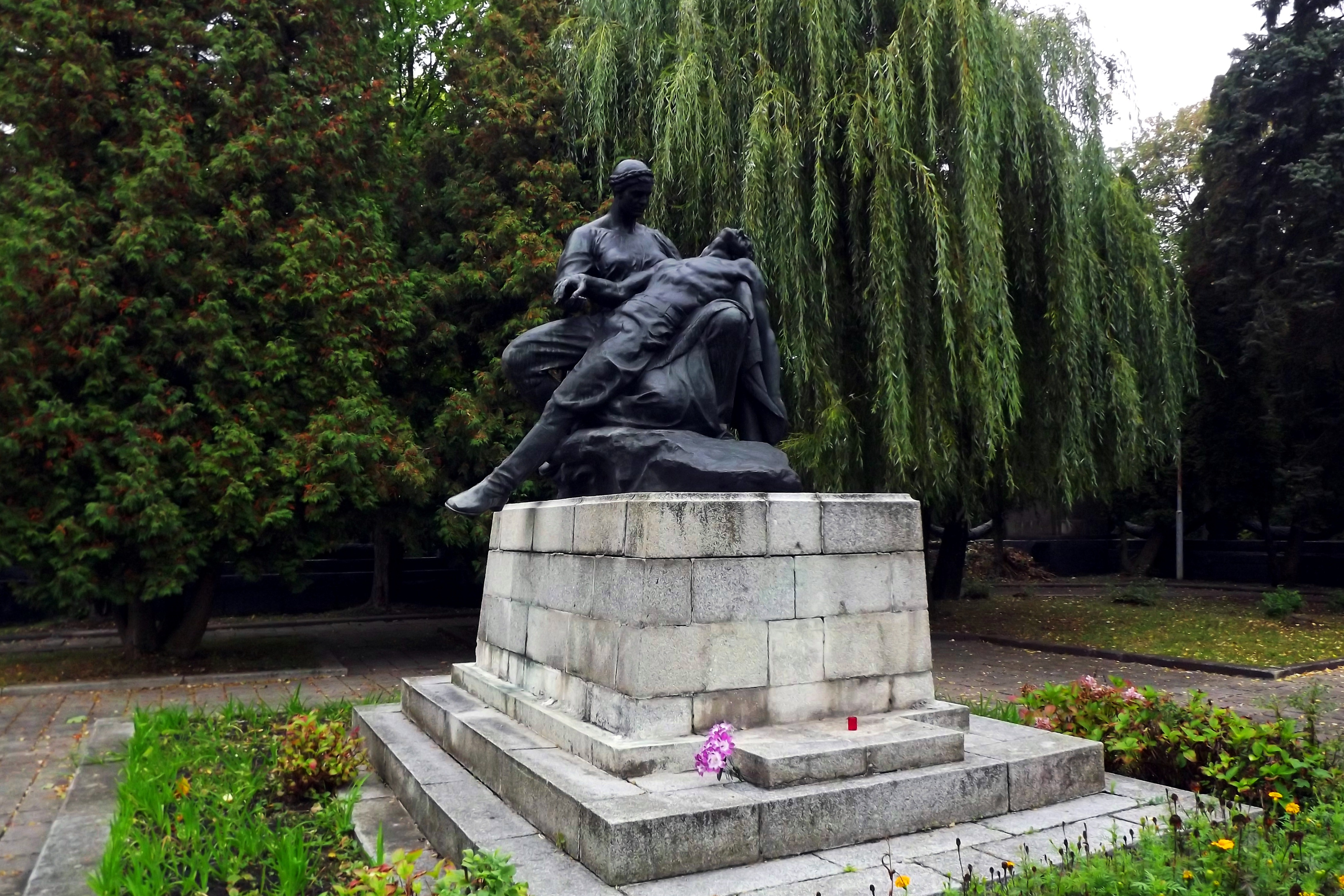
«Мать—Родина»
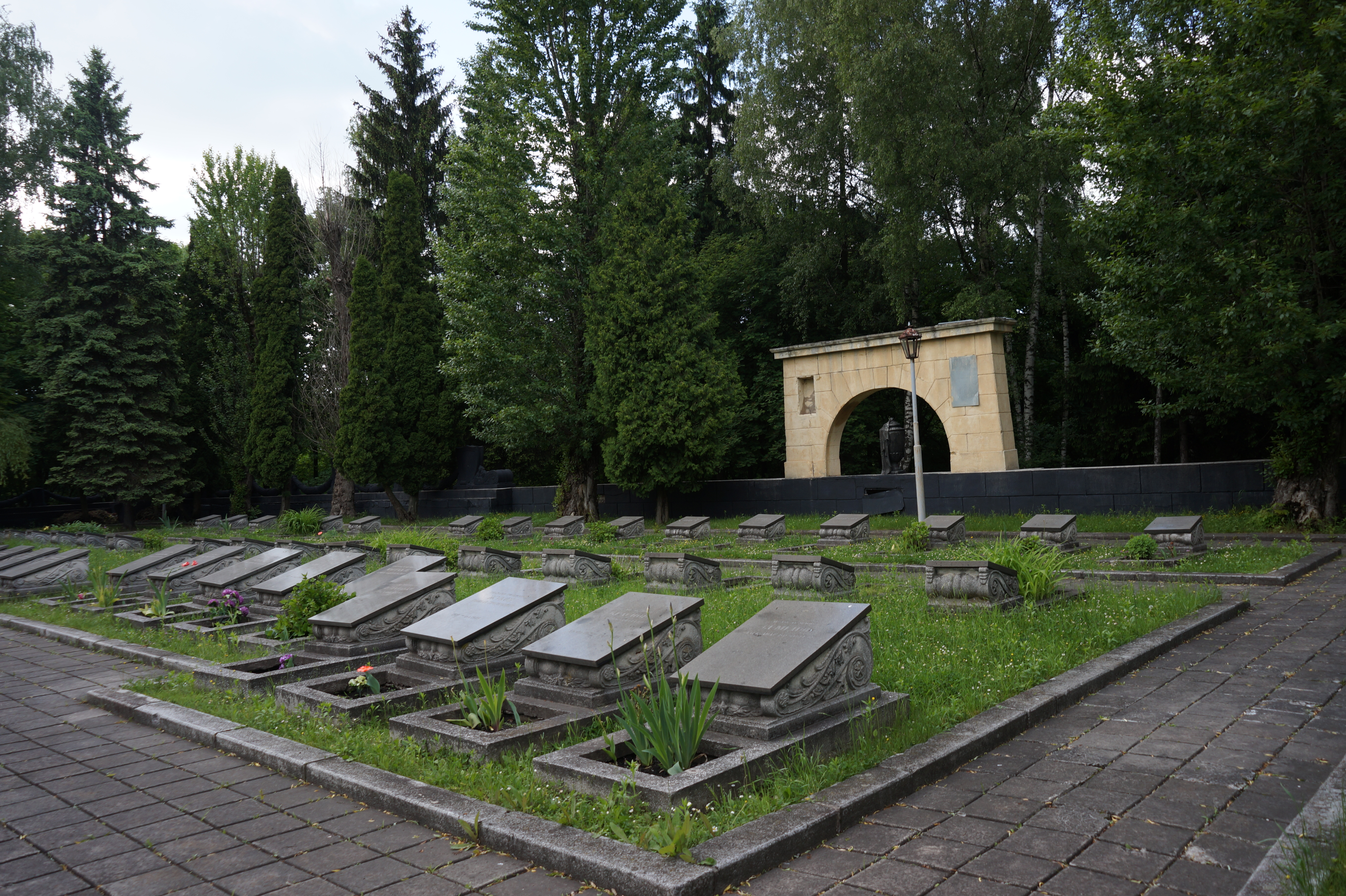
Индивидуальные захоронения
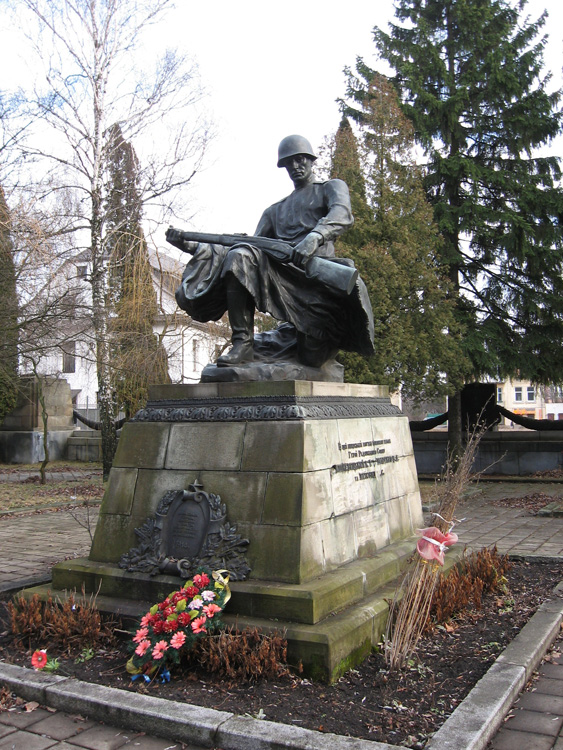
«Клятва»
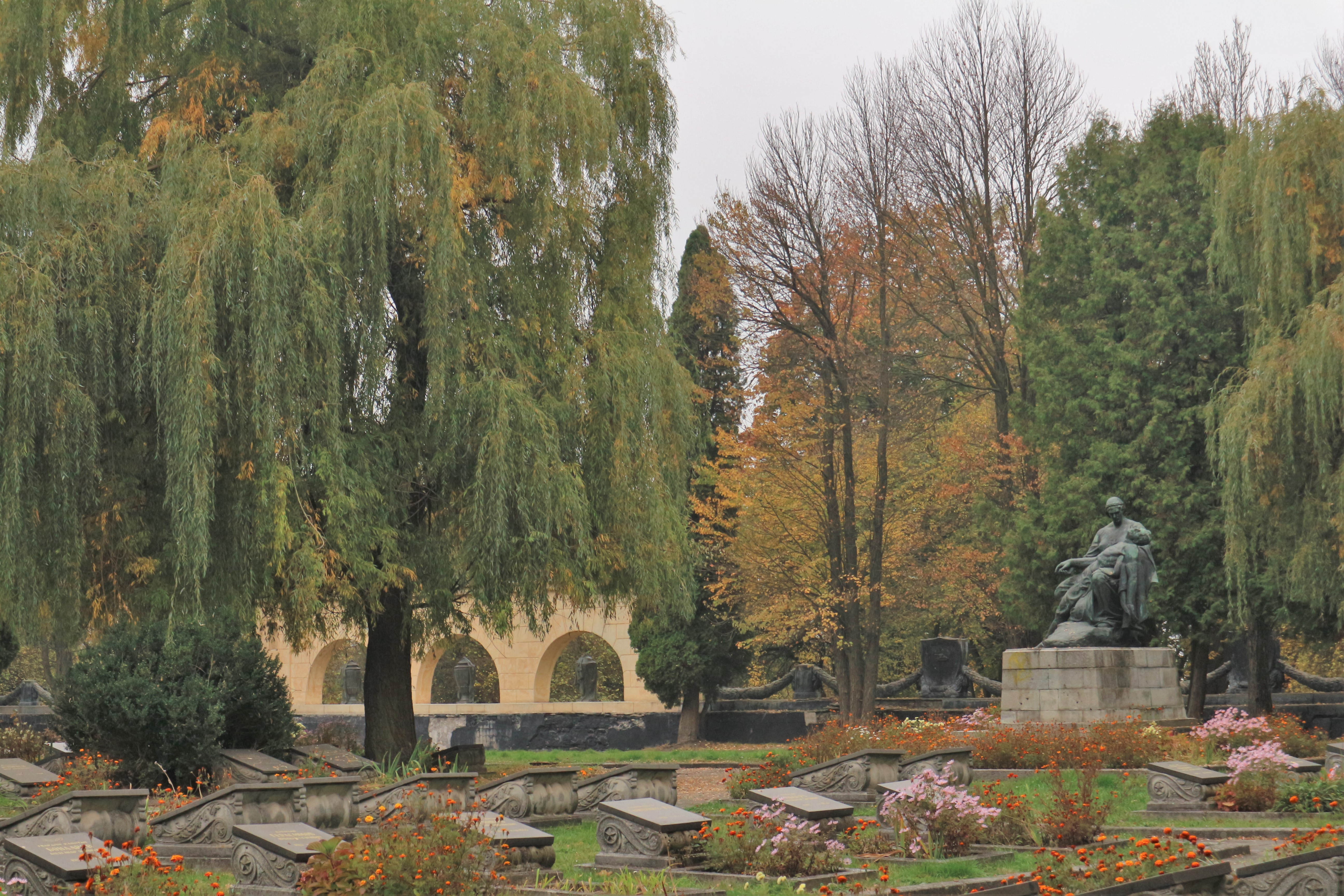
Ландшафт мемориала
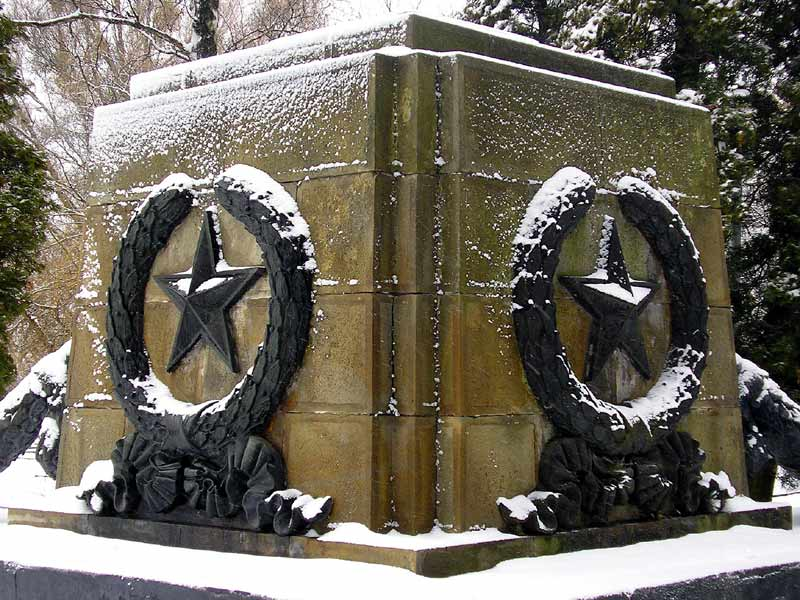
Элемент ограды

## Школьный музей
В 1964 году во Львовской школе № 64 был создан музей, посвящённый Холму Славы. Его основой стали архивные документы, собранные на протяжении многих лет полковником Г. Н. Рокотовым. Помощь в организации музея оказал подполковник А. Х. Пухов.

## Современность
В 1992 году Львовский областной совет принимал решение демонтировать советские военные мемориалы во Львове, однако это решение позже было отменено.
С расположенными на его территории памятниками мемориальный комплекс находится в общенациональном списке объектов историко-культурного значения Украины и является частью уникального музея-заповедника «Лычаковское кладбище». Однако, мемориальный комплекс регулярно разворовывается охотниками за цветными металлами. Этому способствует отсутствие ограждения и видеокамер.
В декабре 2014 года на средства Российского военно-исторического общества была проведена реставрация двух пострадавших от вандализма памятников Холма Славы — памятника воинам, погибшим в боях Первой мировой войны, и памятника на братской могиле танкистов.
21 августа 2017 года с надгробия на Холме Славы украли металлические буквы и цифры, а через месяц 23 сентября 2017 года с территории комплекса украли бронзовый венок весом около 50 кг.
6 марта 2019 года с надгробной плиты неизвестные похитили бронзовый барельеф советского разведчика Николая Кузнецова.
2 мая 2025 года было принято решение демонтировать мемориал
16 мая 2025 года мэр Львова Андрей Садовой в своём канале в Telegram объявил об окончании демонтажа: "Холма Славы советского оккупационного периода во Львове больше не существует. Сегодня здесь завершили эксгумацию захоронений. Выявлено 355 останков. Всех вместе с агентом НКВД Кузнецовым и Путиным перезахоронят на Голосковском кладбище. Готовы обменять все эти останки на украинских защитников." (укр.: "Пагорба Слави радянського окупаційного періоду у Львові більше не існує. Сьогодні тут завершили ексгумацію поховань. Виявлено 355 останків. Усіх разом з агентом НКВС Кузнєцовим та Путіним перепоховають на Голосківському кладовищі. Готові обміняти всі ці останки на українських захисників. Роботи проводили за всіма дозволами, під наглядом фахівців.")

## Комментарии
1. ↑  Прах дважды Героя Советского Союза А. Ф. Клубова в 2001 году был перевезён в Россию и торжественно перезахоронен на Введенском мемориальном воинском кладбище Вологды.